# Pierre Sergent (ciclista)
|  | No el confongueu amb Pierre Sergent, militar i polític francès |

Pierre Sergent (París, 28 de març de 1895 - Estrasburg, 14 de maig de 1981) va ser un ciclista francès, professional des del 1914 fins al 1926. Es va especialitzar en el Ciclisme en pista, en què va aconseguir una medalla de bronze en velocitat als Campionat del Món de 1921.

## Palmarès
- 1926
  - 1r als Sis dies de Berlín (amb Lucien Louet)